# Gornja Zdenčina
Gornja Zdenčina je naseljeno mjesto u Republici Hrvatskoj u Zagrebačkoj županiji. 

## Zemljopis
Administrativno je u sastavu općine Klinča Sela. Naselje se proteže na površini od 2,92 km².

## Stanovništvo
Prema popisu stanovništva iz 2001. godine u Gornjoj Zdenčini živi 171 stanovnik i to u 50 kućanstava. Gustoća naseljenosti iznosi 58,56 st./km².
| broj stanovnika | 100   | 124   | 115   | 154   | 168   |       |       | 143   | 192   | 203   | 184   | 172   | 181   | 183   | 171   | 161   | 138   |
|                 | 1857. | 1869. | 1880. | 1890. | 1900. | 1910. | 1921. | 1931. | 1948. | 1953. | 1961. | 1971. | 1981. | 1991. | 2001. | 2011. | 2021. |